# Đốt sống ngực
Ở động vật có xương sống, đốt sống ngực tạo thành đốt giữa của cột sống, giữa đốt sống cổ và đốt sống thắt lưng. Ở người, có mười hai đốt sống ngực và chúng có kích thước trung gian giữa đốt sống cổ và thắt lưng; chúng phát triển kích thước về phía đốt sống thắt lưng, với những cái ở dưới lớn hơn rất nhiều so với những cái trên. Chúng được phân biệt bởi sự có mặt của các đường viền khớp xương ở hai bên của cơ thể với đầu của xương sườn, cũng như các đường viền trên tất cả các mấu ngang, ngoại trừ xương thứ mười một và xương thứ mười hai với lồng ngực. Theo quy ước, đốt sống ngực của con người được đánh số T1-T12, với cái đầu tiên (T1) nằm gần hộp sọ nhất và những cái khác xuống dần về phía cột sống về phía vùng thắt lưng.

## Các xương cột sống riêng lẻ

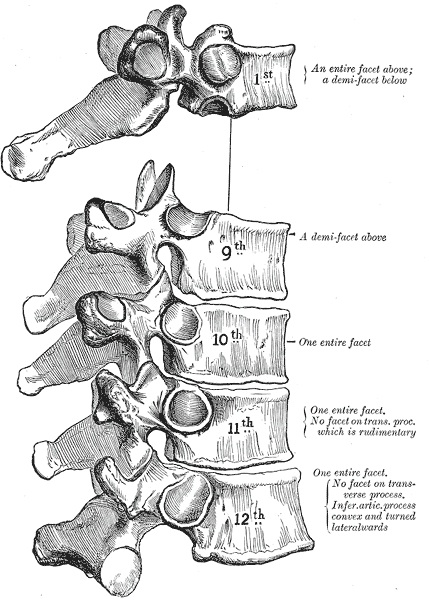
Các đốt sống ngực thứ mười một và thứ chín thông qua đốt sống ngực thứ mười hai có một số đặc thù

### 'Đốt sống ngực đầu tiên (T1)
Đốt ngực đầu tiên, ở hai bên của cơ thể, có toàn bộ diện khớp của đầu xương sườn đầu tiên, và một nửa diện cho nửa trên của đầu sườn thứ hai.
Cơ thể giống như một đốt sống cổ, rộng, lõm, và nằm nghiêng ở hai bên.
Các bề mặt ở trên khớp hướng lên trên và phía sau; hệ thống gai cột sống dày, dài và hầu hết nằm ngang.
Các mấu ngang dài, và các nốt đốt sống trên sâu hơn so với các đốt sống khác ở lồng ngực.
Thần kinh sống ngực I (T1) dọc phía ngoài bên dưới nó.

### Đốt sống ngực thứ hai (T2)
Thần kinh sống ngực II (T2) dọc phía ngoài bên dưới nó. 
Các đốt sống ngực thứ hai lớn hơn so với đốt sống ngực thứ nhất.

### Đốt sống ngực thứ ba (T3)
Thần kinh sống ngực III (T3) dọc phía ngoài bên dưới nó.

### Đốt sống ngực thứ tư (T4)
Đốt sống ngực thứ tư, cùng với đốt thứ năm, là ở cùng khu vực với góc xương ức.
Các Thần kinh sống ngực IV (T4) dọc phía ngoài bên dưới nó.

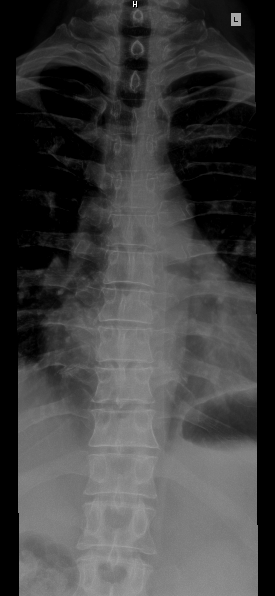
Một cột sống ngực X-quang của một nam giới 57 tuổi.

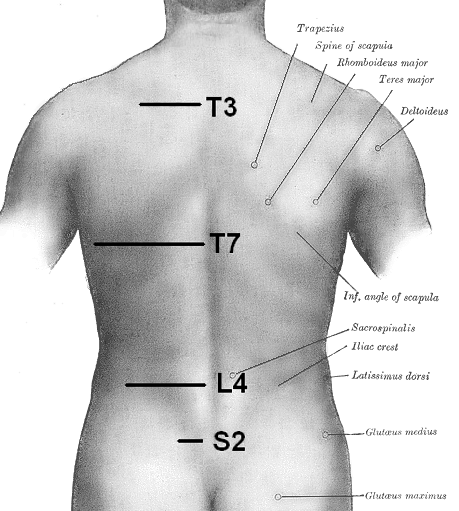
Hướng bề mặt của T3 và T7, ở giữa cột sống của xương hàm và góc dưới của xương hàm.